# Silvan Widmer
Silvan Widmer (ur. 5 marca 1993 w Aarau) – szwajcarski piłkarz, grający na pozycji prawego obrońcy w niemieckim klubie 1.FSV Mainz 05, w roli kapitana oraz w reprezentacji Szwajcarii. Uczestnik Mistrzostw Świata 2022 oraz Mistrzostw Europy 2020.

## Kariera klubowa
Swoją karierę piłkarską Widmer rozpoczął w amatorskim klubie SV Würenlos, w którym trenował w latach 2001-2007. W 2007 podjął treningi w FC Baden, a w 2008 roku został zawodnikiem FC Aarau. W sezonie 2010/2011 grał w jego rezerwach. W 2011 roku awansował do pierwszego zespołu. 23 lipca 2011 zadebiutował w nim w drugiej lidze szwajcarskiej w wygranym 2:1 wyjazdowym meczu z FC Winterthur. W debiutanckim sezonie był podstawowym zawodnikiem Aarau. W 2012 roku przeszedł do Granady CF i na sezon 2012/2013 trafił na wypożyczenie do Aarau. W sezonie 2012/2013 awansował z nim do pierwszej ligi.
W lipcu 2013 roku Widmer przeszedł za 750 tysięcy euro do Udinese Calcio. W Serie A swój debiut zaliczył 26 stycznia 2014 w przegranym 0:1 wyjazdowym meczu z Parmą. W sezonie 2014/2015 stał się podstawowym zawodnikiem klubu z Udine.
| Sezon   | Klub            | Kraj       | Rozgrywki          | Mecze | Bramki |
| ------- | --------------- | ---------- | ------------------ | ----- | ------ |
| 2011/12 | FC Aarau        | Szwajcaria | Challenge League   | 29    | 3      |
| 2012/13 | FC Aarau        | Szwajcaria | Challenge League   | 34    | 8      |
| 2013/14 | Udinese Calcio  | Włochy     | Serie A            | 16    | 0      |
| 2014/15 | Udinese Calcio  | Włochy     | Serie A            | 36    | 2      |
| 2015/16 | Udinese Calcio  | Włochy     | Serie A            | 27    | 0      |
| 2016/17 | Udinese Calcio  | Włochy     | Serie A            | 28    | 0      |
| 2017/18 | Udinese Calcio  | Włochy     | Serie A            | 24    | 3      |
| 2018/19 | FC Basel        | Szwajcaria | Swiss Super League | 31    | 1      |
| 2019/20 | FC Basel        | Szwajcaria | Swiss Super League | 32    | 2      |
| 2020/21 | FC Basel        | Szwajcaria | Swiss Super League | 22    | 0      |
| 2021/22 | 1. FSV Mainz 05 | Niemcy     | Bundesliga         | 33    | 4      |
| 2022/23 | 1. FSV Mainz 05 | Niemcy     | Bundesliga         | 26    | 2      |
| 2023/24 | 1. FSV Mainz 05 | Niemcy     | Bundesliga         | 20    | 1      |
| 2024/25 | 1. FSV Mainz 05 | Niemcy     | Bundesliga         | 27    | 0      |

## Kariera reprezentacyjna
Widmer grał w młodzieżowych reprezentacjach Szwajcarii. W dorosłej reprezentacji Szwajcarii zadebiutował 14 października 2014 w wygranym 4:0 meczu eliminacji do Euro 2016 z San Marino. W 59. minucie tego meczu zmienił Stephana Lichtsteinera.